# 1969 w muzyce
Wydarzenia muzyczne w 1969 roku.

## Wydarzenia
- 30 stycznia – The Beatles wystąpili publicznie po raz ostatni[1]
- 12 marca – Paul McCartney poślubia Lindę Eastman
- 12 marca – George Harrison i jego żona Pattie zostali aresztowani w Anglii po znalezieniu marihuany w ich domu.
- 20 marca – John Lennon poślubia Yoko Ono w Gibraltarze.
- 25-31 marca – John Lennon i Yoko Ono nie wychodzą z łóżka w swoim pokoju w amsterdamskim hotelu Hilton jako manifestacja na rzecz pokoju.
- 9 kwietnia – zostaje wydany dziewiąty studyjny album Boba Dylana Nashville Skyline
- 22 kwietnia – John Lennon zmienia urzędowo drugie imię z John Winston Lennon na John Ono Lennon.
- 15-18 sierpnia – Woodstock Music and Art Festival na farmie Bethel w stanie Nowy Jork, niedaleko Woodstock. Wystąpili między innymi: Janis Joplin, Jimi Hendrix, The Who, Joan Baez, Crosby, Stills, Nash & Young, Jefferson Airplane, Santana, Country Joe and the Fish, Ten Years After, i Sly & the Family Stone.
- 31 sierpnia – Bob Dylan występuje na festiwalu na wyspie Wight
- październik – powstał czeski zespół The Plastic People of the Universe
- listopad – zostaje wydany drugi studyjny album Davida Bowiego – Space Oddity
- 11 listopada – Jim Morrison i Tom Baker zostali aresztowani w Phoenix za zakłócenie kursu statku powietrznego oraz pijaństwo (zarzuty zostały oddalone)[2][3]
- 19 grudnia – debiutuje zespół The Jackson 5 albumem Diana Ross Presents the Jackson 5
- powstaje brytyjski zespół Judas Priest

## Urodzili się
- 3 stycznia
  - James Carter, amerykański saksofonista, flecista i klarnecista jazzowy
  - Tomasz Chiniewicz, polski perkusista rockowy, muzyk zespołu Shout
- 5 stycznia – Marilyn Manson, właśc. Brian Hugh Warner, amerykański muzyk rockowy
- 11 stycznia – Charmayne Maxwell, amerykańska wokalistka (zm. 2015)
- 14 stycznia
  - Andrzej Bączyński, polski manager muzyczny, promotor, organizator, realizator dźwięku
  - Dave Grohl, amerykański muzyk rockowy, multiinstrumentalista, były członek zespołu Nirvana
  - Jerzy Petersburski jr., polski pianista, kompozytor i satyryk
- 16 stycznia – Per Yngve Ohlin, szwedzki wokalista metalowy
- 25 stycznia – Gavin Clarke, angielski muzyk folkowy (zm. 2015)
- 1 lutego – Joshua Redman, amerykański saksofonista jazzowy
- 2 lutego – Dana International, właśc. Szaron Kohen, izraelska piosenkarka
- 5 lutego
  - Bobby Brown, amerykański tancerz i wokalista R&B
  - Piotr Sujka, polski gitarzysta basowy
- 9 lutego – Iwona Lindstedt, polska muzykolog, profesor w Instytucie Muzykologii UW
- 10 lutego – Mirosław Kamiński, polski muzyk, perkusista grupy Lombard
- 11 lutego – Jennifer Aniston, amerykańska aktorka
- 13 lutego – Joyce DiDonato, amerykańska śpiewaczka operowa (mezzosopran)
- 20 lutego – Jacek Janiszewski, polski śpiewak operowy (bas)
- 23 lutego
  - Tomasz Bonarowski, polski realizator i producent muzyczny, muzyk sesyjny (zm. 2015)
  - Chris Reifert, amerykański muzyk metalowy, perkusista oraz wokalista
- 28 lutego
  - Murray Gold, brytyjski kompozytor, specjalizujący się w muzyce filmowej, teatralnej i telewizyjnej
  - U. Srinivas, indyjski wirtuoz gry na mandolinie, kompozytor (zm. 2014)
- 10 marca – Jerry B. Long Jr., amerykański raper i producent muzyczny znany jako „Kokane”
- 12 marca – Grzegorz Miśkiewicz, polski muzyk i kompozytor
- 14 marca – Giancarlo Guerrero, kostarykańsko-amerykański dyrygent współczesny, propagator muzyki nowej
- 15 marca
  - Timo Kotipelto, fiński wokalista rockowy
  - Elvir Laković Laka, bośniacki piosenkarz
- 20 marca – Annette Bußmann, niemiecka śpiewaczka operowa (alt), organistka, prawniczka, dyplomatka, Konsul Republiki Federalnej Niemiec we Wrocławiu (zm. 2011)
- 25 marca
  - Marcin Jahr, polski perkusista jazzowy
  - Tomasz „Toni von Kinsky” Lewandowski, polski muzyk rockowy; gitarzysta, basista i wokalista
- 27 marca – Mariah Carey, amerykańska piosenkarka, kompozytorka, producentka i autorka tekstów piosenek
- 30 marca – Nuša Derenda, słoweńska piosenkarka i muzyk
- 1 kwietnia – Jacek Otręba, polski kompozytor i producent muzyczny
- 7 kwietnia – Sal da Vinci, właśc. Salvatore Michael Sorrentino, włoski piosenkarz i aktor
- 8 kwietnia – Dulce Pontes, portugalska wokalistka
- 16 kwietnia – Wojciech Pilichowski, polski basista, uznany muzyk sesyjny, kompozytor
- 23 kwietnia – Tony McGuinness, brytyjski DJ, producent muzyczny i gitarzysta, członek tria Above & Beyond
- 24 kwietnia – Tomasz Kuk, polski śpiewak operowy (tenor)
- 26 kwietnia – Rita Effendy, indonezyjska piosenkarka
- 27 kwietnia
  - Maciej Gładysz, polski gitarzysta rockowy
  - Mica Paris, brytyjska piosenkarka soulowa, prezenterka radiowa i telewizyjna
- 30 kwietnia – Radzimir Dębski, polski kompozytor muzyki filmowej i rozrywkowej, dyrygent i producent muzyczny
- 3 maja – Marcin Korbacz, polski perkusista rockowy
- 4 maja – Mario Lopez, niemiecki DJ
- 6 maja – Phil K, australijski DJ i producent muzyczny (zm. 2020)
- 9 maja – Jason Mackenroth, amerykański perkusista (zm. 2016)
- 17 maja – Janusz Onufrowicz, polski aktor, autor tekstów piosenek, kabareciarz
- 18 maja – Martika, właśc. Marta Marrero, amerykańska piosenkarka i aktorka pochodzenia kubańskiego
- 23 maja – Robert Sankowski, polski dziennikarz muzyczny (zm. 2017)
- 31 maja – Mindi Abair, amerykańska wokalistka i saksofonistka smoothjazzowa
- 1 czerwca – Anie Carera, właśc. Tri Nuryani, indonezyjska piosenkarka
- 3 czerwca – Adam Burzyński, polski gitarzysta rockowy
- 7 czerwca – Filip Sojka, polski muzyk sesyjny, gitarzysta basowy
- 15 czerwca – O’Shea Jackson, amerykański raper, producent muzyczny i aktor znany jako „Ice Cube”
- 16 czerwca – Bénabar, właśc. Bruno Nicolini, francuski piosenkarz
- 23 czerwca
  - Zenon Martyniuk, polski piosenkarz disco polo, lider zespołu Akcent
  - Evie Tamala, właśc. Cucu Suryaningsih, indonezyjska piosenkarka i aktorka
- 24 czerwca – Maciej Grzywacz, polski gitarzysta, kompozytor, aranżer i pedagog muzyczny
- 2 lipca – Jenni Rivera, meksykańsko-amerykańska piosenkarka (zm. 2012)
- 4 lipca –  Ajtalina Afanasjewa, radziecka i rosyjska śpiewaczka operowa
- 7 lipca – Zbigniew Raubo, polski pianista i pedagog
- 8 lipca – Wojciech Owczarek, perkusista zespołu Ira
- 10 lipca
  - Vivica Genaux, amerykańska mezzosopranistka
  - Jonas Kaufmann, niemiecki śpiewak (tenor)
- 13 lipca – Przemysław Myszor, gitarzysta i klawiszowiec zespołu Myslovitz
- 14 lipca – Maciej Miecznikowski, polski wokalista
- 16 lipca – Gabrielle, właśc. Louise Gabrielle Bobb, brytyjska wokalistka soulowa
- 17 lipca – Krzysztof Respondek, polski aktor, piosenkarz i artysta kabaretowy (zm. 2023)
- 24 lipca
  - Ria Irawan, właśc. Chandra Ariati Dewi Irawan, indonezyjska aktorka i piosenkarka (zm. 2020)
  - Jennifer Lopez, amerykańska piosenkarka, aktorka i tancerka
- 27 lipca – Timo Maas, niemiecki DJ i producent muzyczny
- 28 lipca – Michael Amott, szwedzki gitarzysta metalowy, kompozytor
- 3 sierpnia – Manjola Nallbani, albańska śpiewaczka operowa (sopran)
- 4 sierpnia – Max Cavalera, brazylijski wokalista i gitarzysta
- 7 sierpnia – Aleksiej Sułtanow, pianista klasyczny (zm. 2005)
- 8 sierpnia – Faye Wong, chińska piosenkarka, autorka tekstów, mezzosopranistka i aktorka
- 17 sierpnia – Donnie Wahlberg, amerykański piosenkarz i aktor
- 19 sierpnia
  - Nate Dogg, właśc. Nathaniel Hale, amerykański wokalista oraz raper (zm. 2011)
  - Matthew Perry, amerykański aktor (zm. 2023)
- 24 sierpnia – Michiyuki Kawashima, japoński muzyk i wokalista, członek duetu Boom Boom Satellites (zm. 2016)
- 26 sierpnia – Tomasz „Lipa” Lipnicki, polski muzyk rockowy, wokalista i gitarzysta
- 27 sierpnia – Zygmunt Kukla, polski dyrygent, aranżer, kompozytor
- 29 sierpnia – Adrian Young, amerykański muzyk, perkusista zespołu No Doubt
- 7 września – Mikis Cupas, muzyk rockowy, gitarzysta
- 12 września – Boss, amerykański raper (zm. 2024)
- 16 września – Roy Paci, włoski piosenkarz i trębacz
- 17 września – Keith Flint, brytyjski muzyk, wokalista zespołu The Prodigy (zm. 2019)
- 19 września
  - Candy Dulfer, holenderska saksofonistka altowa, grająca smooth jazz
  - Jóhann Jóhannsson, islandzki kompozytor filmowy (zm. 2018)
- 23 września – Patrick Fiori, francuski piosenkarz i aktor musicalowy
- 26 września – Aurelio Martínez, honduraski muzyk i polityk (zm. 2025)
- 29 września – Violeta Dávalos, meksykańska śpiewaczka operowa (sopran) (zm. 2021)
- 3 października – Gwen Stefani, amerykańska piosenkarka, wokalistka No Doubt
- 7 października – Grzegorz Daroń, polski kompozytor, muzyk, perkusista, autor piosenek
- 9 października – PJ Harvey, brytyjska wokalistka rockowa, autorka tekstów, multiinstrumentalistka
- 11 października – Jacek Łągwa, polski muzyk, członek zespołu Ich Troje
- 15 października – Bogusław Pezda, polski muzyk, producent muzyczny, lider formacji Agressiva 69
- 16 października
  - Roy Hargrove, amerykański trębacz jazzowy, dwukrotny laureat Nagrody Grammy (zm. 2018)
  - Sabrina Simoni, włoska pedagog, dyrygentka chóru Piccolo Coro dell’Antoniano
- 17 października – Wyclef Jean, haitański muzyk, piosenkarz, kompozytor, aktor i producent filmowy
- 24 października – Peter Dolving, szwedzki muzyk metalowy; wokalista, kompozytor, poeta oraz artysta wizualny
- 25 października – Alex Webster, amerykański basista i kompozytor, muzyk grupy rockowej Cannibal Corpse
- 27 października – Marek Napiórkowski, polski gitarzysta jazzowy i kompozytor
- 28 października – Mira Calix, brytyjska artystka wizualna i kompozytorka (zm. 2022)
- 31 października – Mitch Harris, amerykański gitarzysta rockowy
- 1 listopada – Basia Stępniak-Wilk, polska poetka, kompozytorka i wykonawczyni poezji śpiewanej
- 3 listopada
  - Robert Miles, właśc. Roberto Concina, włoski DJ, producent muzyczny, kompozytor i muzyk (zm. 2017)
  - Piotr Wilk, polski muzykolog
- 4 listopada
  - Sean Combs, amerykański producent muzyczny, aktor, raper
  - Killjoy, amerykański wokalista rockowy, muzyk zespołu Necrophagia (zm. 2018)
  - Matthew McConaughey, amerykański aktor
- 5 listopada – Corrado Rollero, włoski pianista (zm. 2000)
- 7 listopada – Hélène Grimaud, francuska pianistka i pisarka
- 8 listopada – Stefan Weber, austriacki muzyk alternatywny (zm. 2018)
- 13 listopada – Gerard Butler, aktor szkocki
- 19 listopada
  - Pirro Çako, albański piosenkarz i kompozytor
  - Michael Lee, angielski perkusista (zm. 2008)
- 24 listopada – Rob Nicholson, amerykański muzyk heavymetalowy, kompozytor i basista
- 2 grudnia – Adam Marszałkowski, polski perkusista
- 4 grudnia – Jay-Z, właśc. Shawn Corey Carter, amerykański raper
- 8 grudnia – Ralph Santolla, amerykański gitarzysta metalowy, członek Deicide i Obituary (zm. 2018)
- 14 grudnia – Dan Bárta, czeski piosenkarz, autor tekstów i fotograf
- 16 grudnia – Jan Wróblewicz, polski kompozytor, gitarzysta i wokalista
- 24 grudnia – Adam Kowalewski, polski kontrabasista i basista jazzowy, kompozytor, wykładowca Akademii Muzycznej im. Karola Szymanowskiego w Katowicach
- 25 grudnia – AnNa R., niemiecka piosenkarka i autorka tekstów, wokalistka zespołów Rosenstolz i Gleis 8 (zm. 2025)
- 26 grudnia – Matthias Manasi, niemiecki dyrygent i pianista
- 30 grudnia – Jay Kay, właśc. Jason Cheetham, brytyjski muzyk, wokalista i lider zespołu Jamiroquai
- 31 grudnia – Maki Ōguro, japońska piosenkarka

## Zmarli
- 6 stycznia – Ansgary Malina, polski kompozytor i duchowny – franciszkanin (ur. 1892)
- 11 stycznia – Halina Leska, polska śpiewaczka operowa (mezzosopran) (ur. 1890)
- 16 stycznia – Vernon Duke, amerykański kompozytor pochodzenia rosyjskiego (ur. 1903)
- 17 stycznia – Grażyna Bacewicz, polska kompozytorka i skrzypaczka (ur. 1909)
- 23 stycznia – Jaroslav Křička, czeski kompozytor, dyrygent i pedagog muzyczny (ur. 1882)
- 24 stycznia – Pauline Hall, norweska kompozytorka i krytyk muzyczny (ur. 1890)
- 27 stycznia – Hanns Jelinek, austriacki kompozytor i teoretyk muzyki (ur. 1901)
- 30 stycznia – Fritzi Massary, austriacko-amerykańska śpiewaczka (sopran) i aktorka (ur. 1882)
- 2 lutego – Giovanni Martinelli, włoski śpiewak operowy (tenor) (ur. 1885)
- 17 lutego – Paul Barbarin, amerykański perkusista jazzowy (ur. 1899)
- 20 lutego – Ernest Ansermet, szwajcarski dyrygent, kompozytor i teoretyk muzyki (ur. 1883)
- 23 lutego
  - Joseph Messner, austriacki kompozytor, dyrygent i organista (ur. 1893)
  - Constantin Silvestri, rumuński dyrygent i kompozytor (ur. 1913)
- 25 lutego – Maria Bilińska-Riegerowa, polska pianistka i pedagog (ur. 1911)
- 13 kwietnia – Alfred Karindi, estoński organista i kompozytor (ur. 1901)
- 23 kwietnia – Krzysztof Komeda, polski kompozytor i pianista jazzowy (ur. 1931)
- 6 maja
  - Don Drummond, jamajski puzonista i kompozytor, muzyk sesyjny, współzałożyciel i autor wielu kompozycji zespołu The Skatalites (ur. 1932)
  - Roman Wiktor Mazurkiewicz, polski kompozytor, powstaniec wielkopolski, burmistrz Lwówka i Grodziska Wielkopolskiego (ur. 1887)
- 19 maja – Coleman Hawkins, amerykański muzyk jazzowy grający na saksofonie (ur. 1904)
- 14 czerwca – Roberto Firpo, argentyński pianista i kompozytor tanga argentyńskiego (ur. 1884)
- 20 czerwca – Mieczysław Barwicki, polski dyrygent chóralny, wydawca muzyczny i działacz ruchu śpiewaczego (ur. 1898)
- 22 czerwca – Judy Garland, amerykańska aktorka i piosenkarka (ur. 1922)
- 29 czerwca – Weselin Stojanow, bułgarski kompozytor (ur. 1902)
- 3 lipca
  - Hermann Grabner, austriacki kompozytor i teoretyk muzyki (ur. 1886)
  - Brian Jones, brytyjski gitarzysta i drugi wokalista The Rolling Stones (ur. 1942)
- 5 lipca – Wilhelm Backhaus, niemiecki pianista, wirtuoz (ur. 1884)
- 8 lipca – Gladys Swarthout, amerykańska śpiewaczka operowa (mezzosopran) i aktorka (ur. 1900)
- 20 lipca – Roy Hamilton, amerykański piosenkarz (ur. 1929)
- 25 lipca
  - Heinrich Besseler, niemiecki muzykolog (ur. 1900)
  - Douglas Moore, amerykański kompozytor (ur. 1893)
- 28 lipca – Frank Loesser, amerykański kompozytor, autor tekstów, librecista i wydawca (ur. 1910)
- 1 sierpnia – Borys Gmyria, ukraiński śpiewak operowy (bas) (ur. 1903)
- 6 sierpnia – Theodor Adorno, niemiecki filozof, socjolog, teoretyk muzyki i kompozytor (ur. 1903)
- 7 sierpnia – Joseph Kosma, francuski kompozytor, pochodzenia węgierskiego (ur. 1905)
- 31 sierpnia – Ottmar Gerster, niemiecki kompozytor i pedagog muzyczny (ur. 1897)
- 8 września – Alexandra David-Néel, francuska orientalistka, znawczyni Tybetu, śpiewaczka operowa, dziennikarka, odkrywczyni, anarchistka, buddystka i pisarka (ur. 1868)
- 14 września – Henryk Hosowicz, polski nauczyciel, dyrygent chórów (ur. 1910)
- 16 września – Prenk Jakova, albański muzyk i kompozytor (ur. 1917)
- 18 września – Rudolf Wagner-Régeny, niemiecki kompozytor (ur. 1903)
- 22 września – Bernd Scholz, niemiecki kompozytor (ur. 1911)
- 24 września – Rodolfo Biagi, argentyński muzyk i kompozytor tanga argentyńskiego (ur. 1906)
- 4 października – Natalino Otto, właśc. Natale Codognotto, włoski piosenkarz, aktor i producent muzyczny (ur. 1912)
- 17 października – Hermann Erpf, niemiecki kompozytor, teoretyk muzyki i pedagog (ur. 1891)
- 24 października – Otto Jochum, niemiecki kompozytor i dyrygent (ur. 1898)
- 18 listopada – Léon Jongen, belgijski kompozytor, pianista i pedagog (ur. 1884)
- 10 grudnia – Franco Capuana, włoski dyrygent (ur. 1894)
- 26 grudnia – Jiří Šlitr, czeski kompozytor, pianista, piosenkarz i aktor (ur. 1924)
- 31 grudnia – Salvatore Baccaloni, włoski śpiewak operowy (bas) (ur. 1900)

## Albumy

### polskie
- Na drugim brzegu tęczy – Breakout
- Obietnice (EP) – Edward Hulewicz
- Twarze – Niebiesko-Czarni
- Enigmatic – Czesław Niemen
- W murowanej piwnicy – No To Co
- Daj – Jerzy Połomski
- Cała jesteś w skowronkach – Skaldowie

### zagraniczne
- David's Album – Joan Baez
- 20/20 – The Beach Boys
- Abbey Road – The Beatles
- Yellow Submarine – The Beatles
- Odessa – Bee Gees
- Surround Yourself with Cilla – Cilla Black
- Blind Faith – Blind Faith
- Blood Sweat & Tears – Blood, Sweat & Tears
- Man of Words/Man of Music – David Bowie (później wypuszczony jako Space Oddity)
- Get Down to It – James Brown
- Say It Loud, I'm Black and I'm Proud – James Brown
- It's a Mother – James Brown
- The Popcorn – James Brown
- Dr. Byrds & Mr. Hyde – The Byrds
- Ballad of Easy Rider – The Byrds
- Monster Movie – Can
- Trout Mask Replica – Captain Beefheart and His Magic Band
- Johnny Cash – Johnny Cash
- The Holy Land – Johnny Cash
- More Old Golden Throat – Johnny Cash
- Jackson – Johnny Cash
- At San Quentin – Johnny Cash
- Hello, I'm Johnny Cash – Johnny Cash
- Grand Canyon Suite – Johnny Cash
- Three in the Attic – Chad and Jeremy
- I'm All Yours-Baby! – Ray Charles
- Doing His Thing – Ray Charles
- Chicago Transit Authority – Chicago (debiut)
- Songs from a Room – Leonard Cohen
- Ornette at 12 – Ornette Coleman
- Those Who Are About to Die Salute You – Colosseum
- Goodbye – Cream
- Green River – Creedence Clearwater Revival
- Crosby, Stills & Nash – Crosby, Stills & Nash
- Canta In Italiano – Dalida
- Ma Mère me disait – Dalida
- In a Silent Way – Miles Davis
- This Is – Desmond Dekker
- Rhymes and Reason – John Denver (debiut)
- Brother Red's Travelling Salvation Show – Neil Diamond
- Touching You, Touching Me – Neil Diamond
- Donovan's Greatest Hits – Donovan
- Barabajagal – Donovan
- The Soft Parade – The Doors
- Nashville Skyline – Bob Dylan
- What We Did on Our Holidays – Fairport Convention
- Unhalfbricking – Fairport Convention
- English Rose – Fleetwood Mac
- Then Play On – Fleetwood Mac
- I Say a Little Prayer – Aretha Franklin
- M.P.G. – Marvin Gaye
- Easy – Marvin Gaye
- From Genesis to Revelation – Genesis
- Gilberto Gil – Gilberto Gil
- Aoxomoxoa – Grateful Dead
- Live/Dead – Grateful Dead
- Same Train, Different Time – Merle Haggard & the Strangers
- Pride in What I Am – Merle Haggard & the Strangers
- Okie from Muskogee – Merle Haggard & the Strangers
- The Instrumental Sounds of Merle Haggard's Strangers – Merle Haggard & the Strangers
- Smash Hits (wersja amerykańska) – Jimi Hendrix
- Hollies Sing Dylan – The Hollies
- Hollies Sing Hollies – The Hollies
- He Ain't Heavy, He's My Brother – The Hollies
- Words and Music by Bob Dylan – The Hollies
- The Young Mods' Forgotten Story – The Impressions
- Ball – Iron Butterfly
- It's Our Thing – The Isley Brothers
- Live at Yankee Stadium – The Isley Brothers
- The Brothers: Isley – The Isley Brothers
- Diana Ross Presents the Jackson 5 – Jackson 5
- Bless Its Pointed Little Head – Jefferson Airplane
- Volunteers – Jefferson Airplane
- Country Folk – Waylon Jennings
- Just to Satisfy You – Waylon Jennings
- Waylon Jennings – Waylon Jennings
- Stand Up – Jethro Tull
- Empty Sky – Elton John
- I Got Dem Ol' Kozmic Blues Again Mama! – Janis Joplin (solo debiut)
- In the Court of the Crimson King – King Crimson (debiut)
- Arthur or the Decline and Fall of the British Empire – The Kinks
- Led Zeppelin – Led Zeppelin (debiut)
- Led Zeppelin II – Led Zeppelin
- Manfred Mann Chapter Three – Manfred Mann Chapter Three
- Soul Shakedown – Bob Marley & The Wailers (debiut)
- Clouds – Joni Mitchell
- Moby Grape '69 – Moby Grape
- Truly Fine Citizen – Moby Grape
- Instant Replay – The Monkees
- The Monkees Present – The Monkees
- To Our Children's Children's Children – The Moody Blues
- On the Threshold of a Dream – The Moody Blues
- Astral Weeks – Van Morrison
- Mott the Hoople – Mott the Hoople (debiut)
- My Own Peculiar Way – Willie Nelson
- The Nice – The Nice
- New York Tendaberry – Laura Nyro
- Rehearsals for Retirement – Phil Ochs
- The Open Mind – The Open Mind
- Hair (West End) – Original Cast
- Ummagumma – Pink Floyd
- Music from the Film More – Pink Floyd
- From Elvis In Memphis – Elvis Presley
- Three Week Hero – P.J. Proby
- A Salty Dog – Procol Harum
- Love Man – Otis Redding
- Four in Blue – Smokey Robinson & the Miracles
- Dizzy – Tommy Roe
- Let It Bleed – The Rolling Stones
- Through the Past, Darkly (Big Hits Vol. 2) – The Rolling Stones
- Santana – Santana
- Volume Two – Soft Machine
- Joe South's Greatest Hits Vol.1 – Joe South
- The Stooges – The Stooges (debiut)
- My Brother the Wind, Vol. 1 – Sun Ra
- My Brother the Wind, Vol. 2 – Sun Ra
- As I Am – The Troggs
- Trogglomania – The Troggs
- Turtle Soup – The Turtles
- Caetano Veloso – Caetano Veloso
- The Velvet Underground – The Velvet Underground
- Scott 3 – Scott Walker
- Tommy – The Who
- My Cherie Amour – Stevie Wonder
- Yes – Yes (debiut)
- Everybody Knows This Is Nowhere – Neil Young
- Elephant Mountain – The Youngbloods
- Hot Rats – Frank Zappa
- Mothermania – Frank Zappa
- Uncle Meat – Frank Zappa
- The Band – The Band
- Hey Jude/Hey Bing! – Bing Crosby
- The Best of Dean Martin, Vol. 2 – Dean Martin
- I Take a Lot of Pride in What I Am – Dean Martin
- Young & Foolish – Dean Martin
- Perspective – Ricky  Nelson
- Seattle – Perry Como

## Muzyka poważna
- 3. Międzynarodowy Konkurs Pianistyczny im. Van Cliburna
- Powstaje Geod Lukasa Fossa

## Film muzyczny
- Złamane śluby – (Elvis Presley)
- Charro! – (Elvis Presley)
- Kłopoty z dziewczynami – (Elvis Presley)

## Nagrody
- Konkurs Piosenki Eurowizji 1969 – Finał konkursu wygrały reprezentantki czterech krajów, które zajęły ex aequo pierwsze miejsce
  - „Vivo cantando”, Salomé
  - „Boom Bang-a-Bang”, Lulu
  - „De troubadour”, Lenny Kuhr
  - „Un jour, un enfant”, Frida Boccara